# Baljen
Baljen (szerbül: Баљен), település Szerbiában, a Raškai körzet Tutini községében.

## Népesség
- 1948-ban 98 lakosa volt.
- 1953-ban 103 lakosa volt.
- 1961-ben 127 lakosa volt.
- 1971-ben 82 lakosa volt.
- 1981-ben 97 lakosa volt.
- 1991-ben 100 lakosa volt.
- 2002-ben 72 lakosa volt, akik mindannyian bosnyákok.